# Маклохлан, Мюррей
Мюррей Эдвард Маклохлан (англ. Murray Edward McLauchlan) — канадский автор-исполнитель второй половины XX — начала XXI века, один из ведущих музыкантов Канады в жанре фолк-музыки, в творчестве которого сочетаются элементы рока, поп-музыки и кантри. С 1971 по 2012 год выпустил свыше 20 альбомов, 11 раз удостаивался премии «Джуно», в том числе в 1974 году как лучший автор песен года. Кавалер ордена Канады (1993), лауреат Премии генерал-губернатора в области исполнительских искусств (2018), член национальных залов славы музыки кантри (2016) и авторов песен (2022).

## Музыкальная карьера
Родился в Пейсли (Шотландия), в возрасте 5 лет вместе с родителями переехал в Канаду. Посещал торонтскую Центральную техническую школу, где обучался живописи у иавестной пейзажистки Дорис Маккарти. Несмотря на проявляемые способности к живописи, предпочел музыкальную карьеру и с 17 лет исполнял песни собственного сочинения в кафе торонтского района Йорквилл. В 1966 году впервые выступил на фестивале фолк-музыки «Марипоса». Прожил несколько лет в Гринвич-Виллидже (Нью-Йорк), где приобрел известность как автор песен и начал работать с рядом известных исполнителей. В частности, композиции Маклохлана «Child’s Song» and «Old Man’s Song» вошли в репертуар фокл-певца Тома Раша, а «Honky Red» исполняли Крис Кристофферсон, Уэйлон Дженнингс и and Бобби Нойвирт.
В 1971 году вышел дебютный альбом Маклохлана Song from the Street, ставший четвёртым релизом нового лейбла True North Records. Диск вошёл в топ-40 канадского чарта альбомов, а синглы из него «Honky Red» и «Jesus Please Don’t Save Me» стали хитами. На следующий год Маклохлан на студии Record Plant в Нью-Йорке был записан альбом Murray McLauchlan, включавший один кавер («Carmelita» Уоррена Зивона) и девять песен собственного сочинения, из которых наибольшую известность получила «Farmer’s Song». Эта песня поднялась до 6-го места в канадском чарте синглов и принесла автору в 1974 году несколько премий «Джуно» — как лучший сингл в жанрах кантри и фолк, а также автору песен года. Третий альбом Маклохлана, Day to Day Dust (1973), поднялся в канадском чарте альбомов до 13-го места, что остается рекордом для дисков этого автора. Лучший результат в чартах синглов принесла ему песня «Down by the Henry Moore» из альбома Sweeping the Spotlight Away, выпущенного в 1974 году, название которой отсылает к скульптуре Генри Мура «Лучник», возле которой на Нейтан-Филипс-сквер в Торонто традиционно проходили в 1960-е и 1970-е годы студенческие демонстрации протеста. Песня поднялась до первого места в хит-парадах музыки кантри и современной взрослой музыки журнала RPM.
В 1975 году вышла первая концертная запись Маклохлана — двойной альбом Only the Silence Remains. После этого он сформировал рок-группу The Silver Tractors, с которой сам спродюсировал свой следующий альбом Boulevard. Этот диск, выпущенный в 1976 году, стал первым в карьере Маклохлана, получившим золотую сертификацию. После этого золотыми стали его диски Greatest Hits (1978) и Whispering Rain (1979). Заглавная песня последнего стала одной из визитных карточек певца. В 1970-е и начале 1980-х годов также написал музыку к ряду фильмов канадских режиссёров — «Территория девственниц» (1971), «Партнёры» (1976, режиссёр Дон Оуэн), «Туфли из аллигатора» (1981).
В 1979 году Маклохлан получил «Джуно» как фолк-певец года, а за 1980-е годы пять раз удостаивался этой премии как певец года в жанре кантри. В эти годы он давал в Канаде до 150 концертов ежегодно, регулярно выступая на фестивалях фолк-музыки в Виннипеге и часто посещая небольшие населенные пункты. Он также выступал в США, в частности, с Нилом Янгом, но там популярности, сравнимой с канадской, не приобрел. Наиболее успешной песней 1980-х годов стала для Маклохлана «Never Did Like That Train», попавшая в топ-20 чартов кантри и современной взрослой музыки. В конце десятилетия певец сменил лейбл, выпустив с фирмой Capitol Records альбом Swinging on a Star в 1988 году и The Modern Age в 1991 году. После выхода в 1996 году альбома Gulliver’s Taxi, выпущенного снова с True North Records, Маклохлан на несколько лет прервал музыкальную карьеру. Уже после этого, в 1997 году, песня «Burned Out Car», написанная им в соавторстве с Томом Уилсонон и исполненная Уилсоном и Сарой Маклахлан, завоевала «Джуно» за лучший видеоклип года.
В 2001 году возобновил выступления, проведя турне по Онтарио с группой Everly Brothers. В 2007 году на лейбле True North Records вышел сборник Songs from the Street: Best of Murray McLachlan, в который вошли 36 композиций прошлых лет, а в 2011 году Маклохлан выпустил первый за 15 лет альбом с новым материалом — Human Writes. Следующий студийный альбом,  Love Can’t Tell Time, увидел свет ещё через пять лет. С 2004 года также регулярно записывал альбомы в составе группы Lunch at Allen’s, в которую помимо Маклохлана входили канадские авторы-исполнители Марк Джордан, Иэн Томас и Синди Черч.

### Стиль
Хотя основой авторского и исполнительского стиля Маклохлана остается фолк-музыка (что, по словам критика Toronto Star Грега Квилла, обеспечивает ему преданную аудиторию среди рабочего класса), его творчество включает элементы рока, поп-музыки и кантри. Его произведения отличает простота и ясность идей. Согласно «Энциклопедии музыки в Канаде», раннее творчество Маклохлана характеризовала «нежная искренность», уживавшаяся с жёсткостью и надрывом, которые сообщали песням его взгляды. Создание электророк-группы The Silver Tractor знаменовало поворот к рок-музыке в стиле автора, что отразилось в альбомах второй половины 1970-х годов.

## Прочая деятельность
В 1984 году Маклохлан стал ведущим программы Timberline на CBC Radio, посвящённой «невоспетым героям Севера» — трапперам, плотогонам, пионерам авиации и включавшей 13 выпусков. В 1986 году вел программу Floating Over Canada на телевидении CBC, в рамках которой на собственном гидроплане Cessna 185 посещал различные удаленные уголки страны, где давал концерты вместе с такими исполнителями, как Баффи Сент-Мари, Левон Хелм, Иэн Тайсон и Гордон Лайтфут. Программу много лет после этого пускали в эфир на День Канады. С 1989 по 1994 год вел программу Swinging on a Star на радио CBC, посвященную канадским песням.
Впервые снялся в кино в качестве камео в фильме «Партнеры» (1976), к которому написал музыку. Был гостем детских передач «Улица Сезам» и «Слоновье шоу Шэрон, Лоис и Брэма» (1987). В телесериале «Закон улицы» (англ. Street Legal) в 1989 году сыграл роль второго плана, а в программе CTV «Неоновый ездок» (1990) — центральную роль.
В годы перерыва в музыкальной карьере между 1996 и 2000 годами Маклохлан выпустил книгу мемуаров «Выбраться отсюда живым» (англ. Getting Out of Here Alive, рассказывающую о раннем периоде развития торонтского музыкального сообщества. Книга увидела свет в 1988 году. В 2004 году была впервые поставлена на сцене пьеса его сочинения «Эдди», главным героем которой стал джазовый певец. В 2006 году вышел альбом The Songbook… New Arrivals, на котором были собраны песни из этого мюзикла в исполнении автора в сопровождении джаз-банда и струнного ансамбля.
Вернулся к занятиям живописью при поддержке Дорис Маккарти. Картины Маклохлана выставлялись в канадском филиале EMI Music и в частных коллекциях. Увлечение живописью привело к созданию песни «A Thomson Day», посвящённой члену «Группы семи» Тому Томсону. С написания этой песни началось сотрудничество Маклохлина с Художественной галереей Онтарио. Входил в советы директоров Общества композиторов, авторов и музыкальных издателей Канады (SOCAN) и Ассоциации авторов песен Канады.

## Награды
- 1973 — премия «Золотой лист» от журнала RPM композитору года[1].
- 1973 — премия «Золотой лист» от журнала RPM певцу года в жанре фолк[1].
- 1973 — премия «Золотой лист» от журнала RPM за сингл года в жанре кантри[1].
- 1974 — премия «Джуно» лучшему автору песен года[1].
- 1974 — премия «Джуно» за сингл года в жанрах кантри и фолк («Farmer’s Song»)[1].
- 1976, 1977, 1980, 1984, 1985, 1986, 1989 — премия «Джуно» певцу года в жанре кантри[1].
- 1979 — премия «Джуно» певцу года в жанре фолк[1].
- 1985, 1986 — премия Big Country от журнала RPM певцу года[1].
- 1993 — орден Канады[4].
- 2007 — почётный доктор Университета Калгари[1].
- 2016 — член Канадского зала славы музыки кантри[3].
- 2018 — Премия генерал-губернатора в области исполнительских искусств[5].
- 2022 — член Зала славы авторов песен Канады[3].